# Harpullia mellea
Harpullia mellea är en kinesträdsväxtart som beskrevs av Carl Karl Adolf Georg Lauterbach. Harpullia mellea ingår i släktet Harpullia och familjen kinesträdsväxter. Inga underarter finns listade i Catalogue of Life.